# ایان ام. کوک
ایان ام. کوک (به انگلیسی: Ian M. Cook) (زاده ۱۹۵۳) کارآفرین، بازرگان و مدیر ارشد اجرایی بریتانیایی است، که در حال حاضر به‌عنوان مدیر عامل اجرایی و رئیس هیئت مدیره شرکت کولگیت-پالمولیو فعالیت می‌کند. وی عضو هیئت مدیره شرکت پپسی‌کو نیز می‌باشد.